# Alfred Hoehn

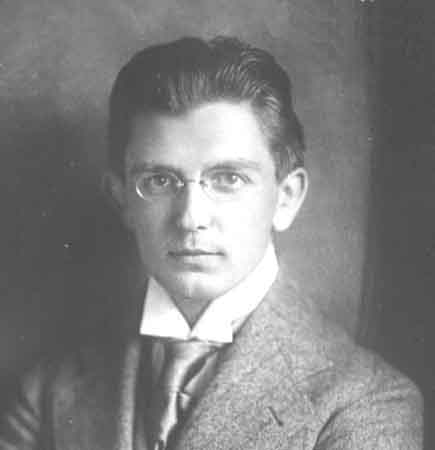
Alfred Hoehn 1909, zur Zeit seiner 1. Europatournee.

Alfred Hoehn (* 20. Oktober 1887 in Oberellen; † 2. August 1945 in Königstein im Taunus) war ein deutscher Pianist, Komponist, Hofpianist, Klavierpädagoge und Herausgeber.

## Leben und Wirken
Hoehn war der Sohn eines Lehrers und Organisten. Er wurde von dem Pianisten Eugen d’Albert, dem Dirigenten Fritz Steinbach, Kapellmeister der Meininger Hofkapelle, und Herzog Georg II. von Sachsen-Meiningen gefördert, die sich für sein Musikstudium einsetzten. Hoehn erlernte die Grundlagen des Klavierspiels bei seinem Vater und ging im Jahr 1900 nach Frankfurt am Main, wo er gleichzeitig mit dem Besuch des Realgymnasiums Schüler am Hoch’schen Konservatorium wurde. Seine pianistische Ausbildung erhielt er bei Lazzaro Uzielli, einem Schüler Clara Schumanns.
An die 1908 beendete Klavierausbildung schloss sich ein Studium bei Fritz Steinbach an, der inzwischen die Position eines Generalmusikdirektors in Köln innehatte und Professor am dortigen Konservatorium der Musik angenommen hatte. Er führte Hoehn 1908 in die Laufbahn des Konzertpianisten ein. Daneben erfolgten Studien bei Eugen d’Albert und Ferruccio Busoni.
Nach seiner Europatournee 1909 gewann Hoehn im Jahr 1910 in St. Petersburg den Anton Rubinstein-Preis vor Arthur Rubinstein, der in seinen Memoiren ausführlich über diesen Wettbewerb berichtete und sich dahingehend äußerte, Alfred Hoehn habe eigentlich den 1. Preis verdient.
Ebenfalls im Jahr 1910 wurde Hoehn vom Herzog von Meiningen zum Hofpianisten ernannt.
Bereits 1907 erhielt er einen Lehrauftrag am Hoch’schen Konservatorium durch Direktor Iwan Knorr, den er bis 1916 ausführte und dann auf eigenen Wunsch beendete. 1913 übernahm er eine Meisterklasse an dem von Hans Pfitzner geleiteten Konservatorium in Straßburg. 1929 wurde Hoehn wiederum Lehrer am Hoch’schen Konservatorium und nach dessen teilweiser Umgestaltung zur Musikhochschule Frankfurt am Main 1938 war er Professor und Leiter der Meisterklasse. In gleicher Funktion war er schon seit 1933 an der Musikhochschule Weimar als Nachfolger von Bruno Hinze-Reinhold tätig.
Hoehns Karriere wurde im Frühjahr 1940 durch einen Schlaganfall beendet, den er während der Probe zum 2. Klavierkonzert von Brahms im Gewandhaus Leipzig erlitt. Er war infolgedessen gelähmt und starb nach längerer Krankheit am 2. August 1945 im Krankenhaus Königstein im Taunus.
Hoehns Grab befindet sich auf dem Friedhof in Kronberg im Taunus, seinem letzten Wohnort. Sein Nachlass wird im Archiv der Hochschule für Musik Franz Liszt Weimar aufbewahrt.

## Der Pianist und Lehrer
Neben der Tätigkeit des reisenden Konzertpianisten hatte sich Hoehn schon seit seinen Studienjahren pädagogischen Aufgaben als Lehrbeauftragter, Privatlehrer und Professor gewidmet. Hoehn war an der öffentlichen Verbreitung seiner Ideen nicht interessiert. Das galt vor allem für das von ihm vertretene System der Anschlagsarten, das ohne eine zu Lebzeiten erteilte Zustimmung erst nach seinem Tod veröffentlicht wurde. Über Hoehns Anteil an der Entstehung und Entwicklung dieser Übmethode ist nichts bekannt. Sein Schüler Georg Roth vertritt die Auffassung, dass in Hoehns System Ideen zusammenfließen, die sich durch Hoehns Unterricht bei Lazzaro Uzielli und die Anregungen von Eugen d’Albert und Ferruccio Busoni, bis ins 19. Jahrhundert (Friedrich Wieck, Clara Schumann, Frédéric Chopin, Franz Liszt) zurückführen lassen.

## Der Komponist und Herausgeber
Alfred Hoehn gab einen großen Teil der Klaviersonaten, Sonatinen, sowie einzelne Klavierstücke und Variationswerke von Ludwig van Beethoven für die Edition Schott heraus. Es handelt sich um einen Urtext, der allerdings nicht den heutigen Standard erreicht. Sein Fingersatz steht in der Tradition der älteren Pianistik, wie sie zum Beispiel in den Ausgaben von Hans von Bülow, Eugen d’Albert, Ferruccio Busoni oder Alfred Cortot sichtbar wird. Das bedeutet, dass der Fingersatz primär dazu dient, zu helfen, den musikalischen Gehalt des Kunstwerkes adäquat darzustellen (Artikulation, Phrasierung) und dass rein spieltechnische Fragen, wie zum Beispiel die Erleichterung schwieriger Passagen durch geeignete Fingersetzungen oder Arrangements zweitrangig ist. Die moderne Klaviermethodik vertritt hier eine liberalere Position: Teilweiser Wegfall des Fingerwechsels bei repetierten Noten, Schonung der sogenannten schwachen Finger 4 und 5, wenn andere Lösungen möglich sind, Aufteilung schwieriger Passagen auf zwei Hände sowie das Heranziehung des Pedals schon bei der Fingersatzgestaltung.

## Rezeption
Hoehn war u. a. Lehrer von Erik Then-Bergh (1916–1982), Hans Rosbaud und Gisela Sott. Gisela Sott sagte über ihn:
„Hoehn war ein erstklassiger Künstler. Der hatte ja alles drauf – auswendig natürlich. Er kam 1933 mit Brahms’ d-Moll-Konzert unter Furtwängler nach Hannover. Wir waren das Konzert bis dahin in der etwas lockeren Art von Fischer und der Ney, die ja überhaupt keine Technik hatte, gewöhnt. Und nun kam Hoehn mit dieser distanzierten Art, und das war natürlich ein Schock. Der konnte ja alles, ohne geübt zu haben. Aber er hat natürlich wahnsinnig geübt. Wenn er vom Konzert kam, hat er nachts noch geübt. Und dann bekam er den schweren Schlaganfall. Im Verlauf des zweiten Satzes des ersten Brahms-Konzerts ist es passiert. Hinterher hat er mir erzählt, die Tastatur sei immer höher gegangen. Danach war er rechtsseitig gelähmt und mußte auf seine große Laufbahn verzichten. Der Mann hatte doch sämtliche internationalen Wettbewerbe gewonnen. Den Rubinstein-Wettbewerb zum Beispiel. Und wenn Arthur Rubinstein schon sagt, wie wunderbar er Klavier gespielt hat, dann will das doch wohl schon was heißen.“

## Tondokumente

### Aufnahmen auf Notenrollen
System Welte-Mignon
M. Welte & Söhne. Freiburg im Breisgau, 3. März 1919
- Johann Sebastian Bach: Chromatische Fantasie und Fuge d-Moll BWV 903. Rollennr. 3289.
- Ludwig van Beethoven: Klaviersonate Nr. 4 Es-Dur op. 7. Rollennr. 3290/3291.
- Ludwig van Beethoven: Klaviersonate Nr. 29 B-Dur op. 106. Rollennr. 3292/93/94.
- Ludwig van Beethoven: Variationen und Fuge Es-Dur op. 35. Rollennr. 3295/96.
- Johannes Brahms: Klaviersonate Nr. 3 f-Moll op. 5. Rollennr. 3297/98/99/3300.
- Johannes Brahms: Variationen und Fuge über ein Thema von Händel B-Dur op. 24. Rollennr. 3301/02.
- Felix Mendelssohn Bartholdy: Scherzo a capriccio fis-Moll. Rollennr. 3375.
- Jean-Philippe Rameau: Gavotte mit Variationen a-Mol. Rollennr. 3303.

Phonola
 Ludwig Hupfeld AG, Leipzig. Aufgenommen Anfang der 1920er Jahre
- Frédéric Chopin: Nocturne e-Moll op. 72/1. 88 Animatic, Rollennr. 50572.
- Frédéric Chopin: Variationen über das Thema des Rondos „Je vends des scapulaires“ aus der Oper „Ludovic“ von Hérold und Halévy B-Dur op. 12. 88 Animatic, Rollennr. 50476.
- Antonin Dvořák: Poetische Stimmungsbilder op. 85/12 „Am Heldengrabe“. 88 Animatic, Rollennr. 50572.

### Schallplattenaufnahmen
Aufnahmen für die Carl Lindström AG. Berlin, 15. August 1928
Veröffentlicht auf den Labeln Decca (USA), Odeon (Deutschland) und Parlophone (Großbritannien [Präfix E] bzw. Australien [Präfix A])
- Ludwig van Beethoven: Klaviersonate cis-Moll, op. 27 Nr. 2 Mondscheinsonate / 1. Satz. Unveröffentlicht
- Frédéric Chopin: Barcarolle Fis-Dur, op. 60. DECCA 25177, ODEON O-9108, PARLOPHONE E 10850
- Frédéric Chopin: Étude c-Moll, op. 10 Nr. 12 Revolutionsetüde. DECCA 25113, PARLOPHONE E 10915, PARLOPHONE A 4184
- Frédéric Chopin: Étude f-Moll, op. 25 Nr. 2. DECCA 25113, PARLOPHONE E 10915, PARLOPHONE A 4184
- Domenico Scarlatti: Pastorale (L 413, Arrangement: Carl Tausig). DECCA 25113, PARLOPHONE E 10915
- Cyril Scott: Lotus Land, op. 47 Nr. 1. Unveröffentlicht

### Rundfunkaufnahmen
- Johannes Brahms: Klavierkonzert Nr. 1 d-Moll, op. 15. Orchester des Reichssenders Berlin unter Prof. Max Fiedler. Aufnahme Berlin, 26. Oktober 1936
  - Auf CD übertragen: Behind the notes: Brahms performed by colleagues and pupils. Arbiter Records 160
- Johannes Brahms: Klavierkonzert Nr. 2 B-Dur, op. 83. Orchester des Reichssenders Leipzig, Leitung: Reinhold Merten. Aufnahme Leipzig, 5. April 1940
  - 1. Satz auf CD übertragen: Cultural death: music under tyranny. Arbiter Records 162. Auch auf Apple Music
- Sergej Rachmaninoff: Klavierkonzert Nr. 2 c-Moll, op. 18. Orchester des Reichssenders Frankfurt unter Hans Rosbaud. Aufnahme Frankfurt, 1. Juni 1937
- Max Reger: Klavierkonzert f-Moll, op. 114. Orchester des Reichssenders Berlin unter Otto Frickhoeffer. Aufnahme Berlin, 25. Februar 1937
- Peter Tschaikowsky: Klavierkonzert Nr. 1 b-Moll, op. 23. Orchester des Reichsenders Stuttgart unter Dr. Wilhelm Buschkötter. Aufnahme Stuttgart, 30. Juni 1937.

Diese Aufnahmen befinden sich im Bestand des Deutschen Rundfunkarchivs.